# 中正会
中正会（ちゅうせいかい）とは、大正初期に存在した日本の政党（1913年12月19日 - 1916年10月20日）。当初の名称は亦政会（えきせいかい）。

## 沿革
大正政変後の第1次山本内閣への参加に反発して立憲政友会を離党した議員が結成した小会派政友倶楽部16名が同じく小会派の亦楽会21名と合同して結成した。1913年12月24日に「中正会」と改称した。主なメンバーは尾崎行雄・竹越与三郎・花井卓蔵・早速整爾・岩下清周・田川大吉郎・大竹貫一・阿由葉鎗三郎ら。
第2次大隈内閣の与党となり尾崎行雄が司法大臣として入閣して、第12回衆議院議員総選挙では33名が当選した。1916年10月10日の憲政会結成に大部分が参加し、10月20日に解散した。